# Siguer
Siguer är en kommun i departementet Ariège i regionen Occitanien i södra Frankrike. Kommunen ligger  i kantonen Vicdessos som ligger i arrondissementet Foix. År 2022 hade Siguer 95 invånare.

## Befolkningsutveckling
Antalet invånare i kommunen Siguer
Referens: INSEE